# 艾则孜·克尤木
艾则孜·克尤木（1957年10月—）维吾尔族，新疆沙雅人，中华人民共和国政府官员，曾任新疆维吾尔自治区林业厅党委副书记、厅长，2016年因严重违纪被查处。

## 生平
1975年8月参加工作。1975年8月至1976年1月，在沙雅县良种场接受再教育。1976年1月至1977年1月，任沙雅县红旗乡路线教育工作队员。1977年1月至1978年5月，任沙雅县古力巴克乡干事。1978年5月至1985年7月，任中共沙雅县委办公室翻译。其间，1983年9月至1984年7月，在新疆大学中文系进修。1985年3月加入中国共产党。1985年7月至1987年8月，任中共沙雅县委办公室副主任。1987年8月至1992年11月，任沙雅县副县长。其间，1988年3月至8月，挂职担任江苏省徐州新沂县副县长。1992年11月至1993年3月，任温宿县副县长、代理县长。1993年3月至1995年9月，任中共温宿县委常委、县长。1995年9月至2000年7月，任中共阿克苏地委委员。其间，1996年9月至1998年7月，在中共中央党校经济管理专业学习。2000年7月至2003年1月，任中共阿克苏地委副书记。2003年1月至2013年3月，任新疆维吾尔自治区农业厅党组副书记、厅长。2013年3月至2016年5月，任新疆维吾尔自治区林业厅党委副书记、厅长。
2016年6月5日，新疆维吾尔自治区纪委监察厅网站发布消息称，新疆维吾尔自治区林业厅原党委副书记、厅长艾则孜·克尤木，中共阿勒泰地委委员、中共阿勒泰市委书记王仕斌，新疆投资发展（集团）有限责任公司党委副书记、董事、纪委书记王琦，伊犁哈萨克自治州人口卫生和计划生育委员会党组书记（副厅长级）、副主任许洪元等4人因涉嫌严重违纪正在接受组织调查。2016年8月，据最高人民检察院网站消息，日前新疆维吾尔自治区人民检察院经过审查决定对艾则孜﹒克尤木（正厅级）以涉嫌受贿罪立案侦查并采取强制措施。